# Tokyo Xtreme Racer: Drift
Tokyo Xtreme Racer: Drift (conocido como Kaidō Battle: Nikko, Haruna, Rokko, Hakone en Japón) es el tercer juego de carreras publicado por Crave Entertainment para PlayStation 2. Es la cuarta entrega principal de la serie Shutokō Battle. El juego permite correr tanto de día como de noche. Durante el día ofrece la oportunidad de participar en competiciones y ganar dinero, mientras que durante la noche el jugador puede competir contra rivales para ganarse el respeto.
Sammy Corporation originalmente iba a publicar la versión estadounidense del juego como Drift Racer: Kaido Battle, pero se retrasó hasta que Crave Entertainment lo lanzó en 2006.

### Trama
El jugador controla a Hiroki Koukami, un conductor de Wanderer. Es capaz de derrotar a todos los rivales y desafía a todos los líderes, llamados "Slasher", de Hakone, Haruna, Nikko, Omote Rokko e Irohazaka. Después de vencer a "Speed King", el Uphill's Slasher de Iroha, desafía a Hamagaki, también conocido como Kaido President, que conduce un Pantera GTS amarillo (un Acura NSX-R negro en la versión estadounidense) y ostenta el título de "Drift King". Después de que Koukami lo derrota, toma su título, convirtiéndose en el nuevo Drift King, mientras que Hamagaki lo pierde y es degradado a Trickster.
El juego se desarrolla entre Zero y 3, según la Cronología de la serie japonesa.

### Coches
El juego, como cualquier otro de la serie, incluye coches japoneses y extranjeros importados. Los coches extranjeros incluidos son Alfa Romeo, Mini, Lotus, DeTomaso y Volkswagen, según la versión. Honda tenía licencia para este juego, pero no estaba disponible en Tokyo Xtreme Racer 3 debido a problemas de licencia. Ford, Lotus y DeTomaso fueron eliminados en el lanzamiento estadounidense de 2006, y se agregaron Alfa Romeo y Audi de Kaido Battle 2: Chain Reaction, a pesar de que Kaido Battle 2 nunca tuvo un lanzamiento norteamericano.

### Rutas de montaña
Los cinco recorridos de montaña que aparecen en este juego son:
- Hakone
- Haruna
- Iroha B (Nikko)
- Front Rokko/Omote Rokko
- Iroha A (Irohazaka)

## Recepción
El juego tuvo una recepción mixta tras su lanzamiento. Su puntuación de GameRankings fue del 62%, mientras que su puntuación de Metacritic es 59 sobre 100.